# Коле Пепе (Изернија)
Коле Пепе је насеље у Италији у округу Изернија, региону Молизе.
Према процени из 2011. у насељу је живело 69 становника. Насеље се налази на надморској висини од 300 м.